# Marios Charalampous
Marios Charalampous (in greco: Μάριος Χαραλάμπους; Limisso, 18 giugno 1969) è un ex calciatore cipriota, di ruolo difensore.

## Carriera

### Club
Ha giocato nella massima serie cipriota con Apollon Limassol, Olympiakos Nicosia ed Enosis Paralimni.

### Nazionale
Ha esordito con la nazionale cipriota nel 1991, giocando 60 partite fino al 2002.